# Miernik grubości lakieru
Miernik grubości lakieru (ang. coating thickness gauge) - nazywany również grubościomierzem  – elektroniczny przyrząd pomiarowy służący do nieniszczącego badania grubości materiałów za pomocą indukcji elektromagnetycznej lub metody prądów wirowych. Stosowany jest układ z trzema cewkami, w którym cewka centralna jest zasilana przez przyrząd, a pozostałe dwie cewki po obu stronach cewki centralnej wykrywają powstałe pole magnetyczne. Sygnał generowany przez przyrząd jest sinusoidalny, dlatego wokół centralnej cewki powstaje zmienne pole magnetyczne.
Miernik grubości lakieru mierzy grubość warstwy niemetalicznej (lakier, szpachla, plastik, itp.) na podłożu metalicznym (stal, stal ocynkowana, niektóre stopy aluminium). Miernik tak naprawdę mierzy odległość od powierzchni czujnika do powierzchni metalowej. Wyposażony jest w element pomiarowy, który w zależności od wersji umieszczony jest na obudowie lub sondzie na przewodzie.
Miernik grubości lakieru może posiadać różnego rodzaju sondy pomiarowe. Najpowszechniej, w miernikach lakieru przeznaczonych do sprawdzania powłoki lakierniczej na samochodach, stosuje się trzy sondy: płaską, dociskową i kulkową. Sonda kulkowa stosowana jest w profesjonalnych miernika lakieru, ponieważ pozwala zmierzyć grubość lakieru na krzywiznach i obłościach. Eliminuje również błąd pomiarowy wynikający z niedokładnego przyłożenia jej do badanej powierzchni. Sonda płaska i dociskowa zazwyczaj stosowana jest w tańszych miernikach lakieru.
Miernik lakieru podaje wynik w mikrometrach (μm), gdzie 1000μm=1mm. Fabryczna grubość lakieru na karoserii samochodu zwykle waha się w przedziale 70-170μm w zależności od marki i konkretnego modelu. Elementy, które nie są bezpośrednio narażone na czynniki zewnętrzne, mają cieńszą warstwę lakieru, która nie przekracza zwykle 100μm. Są to np. kielichy amortyzatora, wzmocnienia w komorze silnika, podłoga bagażnika czy wnęki drzwi.